# بيلينجورست أنجولو
جيليرمو بيلينجورست أنجولو (بالإسبانية: Guillermo Enrique Billinghurst Angulo) (1851 – 1915) كان سياسيا بيروفيا في أوائل القرن العشرين. تولى منصب عمدة ليما بين عامي 1909 و1910. وعين رئيسا للجمهورية في سبتمبر 1912، وأنهي حكمه على يد انقلاب عسكري في فبراير 1914، وأرسل للمنفى ومات هناك في العام التالي. كان بيلنجهورست عمدة ذا شعبية في بيرو.